# Hazewinkel
Hazewinkel – tor wioślarski i regatowy długości 2 000 m należący do Bloso, znajdujący się w gminie Willebroek, niedaleko Mechelen w Belgii.
Obiekt składa się z wieży, pomieszczeń na łodzie, kafeterii oraz około dwudziestu domków dla sportowców. Tor wykorzystywany jest corocznie do rozgrywania finału Mistrzostw Wielkiej Brytanii. Ponadto w 1997 r. odbyły się tutaj Mistrzostwa Świata Juniorów w Wioślarstwie, natomiast w 1996 r. i 2006 r. – Mistrzostwa Świata U-23 w Wioślarstwie, a w 1980 r. i 1985 r. – mistrzostwa świata w wioślarstwie.